# 富樫春生
富樫春生（とがしはるお、1963年2月14日 - ）は、日本のスタジオ・ミュージシャン、キーボーディスト。HAL-Oh Togashi名義でも活動。

## 概要
3歳よりクラシックピアノのレッスン（平尾妙子、金沢桂子等）を受ける。
慶應義塾高等学校在学中である17才の時に、ヤマハポピュラーソングコンテストの関東甲信越地区で審査員特別賞を受賞。大学卒業後、杉本喜代志クインテットでプロデビュー。hyde・鬼束ちひろのサポートの他にL'Arc〜en〜CielやPENICILLIN、CRAZEらのプロデュースも行う。

## 来歴

### 1970年代〜1980年代
1970年代後半から1980年代は主にスタジオ・ミュージシャンとして活動。山口百恵・松田聖子・今井美樹・SMAP等、録音に携わった楽曲は優に1万曲を超える。1982年にはチョコレート名義でCBS・ソニーより1stソロアルバムをリリース。清水靖晃、山木秀夫、村上秀一、森園勝敏らが参加。その後海外に積極的に出向くようになり、1983年にはホール&オーツのバックバンド、ニューヨークでのスタジオ・ミュージシャンの仕事に誘われるが断り帰国。吉田美奈子バンド（のちにデュオ）や後藤次利バンドを経て1985年に近藤等則・IMAに参加。約10年間、海外20数ヶ国で定期的に演奏。North Sea Jazz Festival,Wuppertal Festival等少人数から3万人規模の野外Festival等に多々出演。ニューヨーク・キッチンでのJapanese Weekでは初日に矢野顕子と共にピアノ・ソロのダブル・ギグを行った。

### 1990年
- アルファレコードよりソロ・アルバム『PARTY ANIMAL』リリース。布袋寅泰、RECK、ブラボー小松、John Zone、後藤次利、山木秀夫等参加。
- MAO（塩井ルリ(b)とのユニット）を発展解消、富樫春生 with BONBOKO SISTERS結成。現在は『梵鉾/BomBoco』に改名。塩井ルリ(b)YUKARIE(ザ・スリル/sax)ヲノサトル(key)TOKIE(b)GRACE(ds)等メンバーの変遷を経て1992年より田中邦和(sax)加入。アルファレコードとソニー・ミュージックから通算4枚リリース。

### 1996年
- 森雪之丞のポエトリーリーディングに参加。アルバムに曲提供。
- 斉藤いんこのポエトリー・アルバムにも3曲提供。

### 2000年
- 科学技術省の映像祭でピアノのBGMだけで語りも何もない作品『草間の宇宙/栗林慧』が内閣総理大臣賞受賞。
- リラ自然音楽研究所の公募コンテストで作曲特別賞。
- ピアノソロを毎月リリース。計12枚のアルバムを完成。
- NHKのBS等で異分野の芸術家と即興ピアノでセッション。メンバーは貞奴（作家）・江國香織・柿沼康二・秋吉久美子。

### 2004年
- 假屋崎省吾と練馬文化会館で共演。

### 2005年
- 愛媛県教育委員会よりの依頼でバレエとピアノのコラボレーションのプロデュースと演奏を手がける。

### 2006年
- 宇和島バレエ研究所が「ピアニスト 富樫春生の世界」のタイトルでバレエの公演。

### 2007年
- ソロ・アルバム「東京バロン」をリリース。CDジャーナルの批評では「ファンクなグルーブの生活圏がゆったりとしたところにある音楽はポスト・ロックなどのジャンルをよせつけない」と書かれ、同月リリース300枚強の中から18枚のいち押しの一つに。

### 2008年
- 鬼束ちひろの復活に尽力、 約5年ぶりにオーチャードホールでのコンサート（ピアノ・後半弦が入る）及びROCK IN JAPAN FESTIVAL（ピアノとDUO）へ参加。
- ジュセリーノ・ダ・ルースの講演に招聘、ピアノ演奏。

### 2013年
- 鬼束ちひろの約1年3ヵ月ぶりとなるライブ・ツアー〈CHIHIRO ONITSUKA TOUR SHOW 2013 悪戯道化師（いたずらどうけし）〉に参加。参加メンバーは友森昭一（アコースティック・ギター）藤堂昌彦,石橋尚子,島岡智子,結城貴弘（ストリングス）[1]。

### 2014年
- 鬼束ちひろの全国ツアー〈Heart Beat Tour 2014〉に鬼束ちひろ & BILLYS SANDWITCHESとして参加[2]。

### 2016年
- 鬼束ちひろのコンサート”TIGERLILY”、”CHIHIRO ONITSUKA CONCERT”にアレンジ・伴奏で帯同。音源の一部はライブ・アルバム『Tiny Screams』に収録。

## ディスコグラフィー

### アルバム
1. PARTY ANIMAL（1990年10月25日、アルファレコード）
2. Piano Songs-January Angel-（2000年1月26日、FOR-TUNE RECORDS）
3. Piano Songs-February Angel-（2000年2月19日、FOR-TUNE RECORDS）
4. Piano Songs-March Angel-（2000年3月23日、FOR-TUNE RECORDS ）
5. Piano Songs-April Angel-（2000年4月29日、FOR-TUNE RECORDS）
6. Piano Songs-May Angel-（2000年5月24日、FOR-TUNE RECORDS）
7. Piano Songs-June Angel-（2000年6月21日、FOR-TUNE RECORDS）
8. Piano Songs-July Angel-（2000年8月2日、FOR-TUNE RECORDS）
9. Piano Songs-August Angel-（2000年9月6日、FOR-TUNE RECORDS）
10. Piano Songs-September Angel-（2000年9月20日、FOR-TUNE RECORDS）
11. Piano Songs-October Angel-（2000年10月12日、FOR-TUNE RECORDS）
12. Piano Songs-November Angel-（2000年12月6日、FOR-TUNE RECORDS）
13. Piano Songs-December Angel-（2000年12月20日、FOR-TUNE RECORDS）
14. 東京バロン（2007年5月30日、BOMBER RECORDS）
15. PIANO SONGS SPRING（2010年4月14日、SPACE SHOWER MUSIC）
16. PIANO SONGS SUMMER（2010年6月9日、SPACE SHOWER MUSIC）
17. PIANO SONGS AUTUMN（2010年8月25日、SPACE SHOWER MUSIC）
18. PIANO SONGS WINTER（2010年12月1日、SPACE SHOWER MUSIC）
19. PIANO SONGS SEASONS（2011年7月6日、SPACE SHOWER MUSIC）

## レコーディング参加

### あ行
- 浅川マキ
- 今井美樹
- 大江千里
- 岡田有希子
- 大黒摩季
- 小椋佳
- 大沢誉志幸
- 鬼束ちひろ

### か行
- 甲斐バンド
- 角松敏生
- 鹿取洋子
- 金井夕子
- 吉川晃司
- KIX・S
- 門あさ美
- 河合その子

### さ行
- SMAP

### た行
- 田村直美
- チェッカーズ
- CHAGE and ASKA
- TM NETWORK
- tetsuya
- 堂本剛
- TOM★CAT

### な行
- 中島みゆき
- 中村雅俊
- 中森明菜
- 長渕剛
- 二名敦子

### は行
- hyde
- 元ちとせ
- 原田知世
- 福永恵規
- 布袋寅泰

### ま行
- 松田聖子
- 松原みき
- ムック

### や行
- 野猿
- 山口百恵
- 山下久美子
- 雪村いづみ
- 吉田美奈子

### ら行
- L'Arc〜en〜Ciel

### わ行
- 渡辺美里

## 映画音楽
- 無問題2（2002年）
- ガキンチョ ROCK（2004年）
- 初恋（2006年）
- ろくでなし（2014年）